# Genuchinus nevermanni
Genuchinus nevermanni är en skalbaggsart som beskrevs av Schauer 1935. Genuchinus nevermanni ingår i släktet Genuchinus och familjen Cetoniidae. Inga underarter finns listade i Catalogue of Life.